# Jules Meuwissen
Jacobus Julius Josephus "Jules" Meuwissen (Antwerpen, 13 maart 1871 – Gent, 28 september 1952) was scheepsbouwingenieur en rector van de Rijksuniversiteit Gent.

## Levensloop
Meuwissen behaalde in 1893 het diploma burgerlijk ingenieur aan de Katholieke Universiteit Leuven. Het diploma had toen de naam 'ingenieur van kunsten en fabriekswezen, burgerlijke genie en mijnen'.
Na zijn studies werd hij in Wallsend-on-Tyne in Engeland, ingenieur op de scheepswerf van Swan, Hunter & Wigwam Richardson. Hij verwierf bekendheid door zijn medewerking aan het bouwen voor de Cunard Line van de Mauretania, het zusterschip van de Lusitania. Jules Meuwissen was belast met de uitvoering van de stevigheidsberekeningen van de romp van het schip. De Mauretania was gedurende 22 jaar het snelste trans-Atlantische schip ter wereld en was dan ook houder van de felbegeerde Blauwe wimpel. 
In 1905 werd Meuwissen docent en in 1919 hoogleraar aan de Rijksuniversiteit van Gent. In 1929-1930 was hij rector van deze universiteit. 
De opleiding scheepsbouwingenieur kwam er in Gent onder impuls van Joris Helleputte (1852-1925). Jules Meuwissen doceerde er de hoofdvakken. Hij was ook raadgevend ingenieur bij het Ministerie van Verkeerswezen en bij de koloniale scheepvaartmaatschappij UNATRA. Zijn ervaring en kennis werden vooral aangewend bij de bouw van Congoboten.
Op 17 april 1945 werd hij toegelaten tot het emeritaat, met terugwerkende kracht op 13 maart 1941.
Hij was stichtend lid van de Koninklijke Vlaamse Academie van België voor Wetenschappen en Kunsten en bestuurder in 1939-1940. 
Meuwissen was getrouwd met Jeanne Willems, medestichtster van Christelijke Sociale Werken. Ze waren de ouders van Piet Meuwissen, en de overgrootouders van de Belgische vioolbouwer Thomas Meuwissen.

## Publicaties
- La genèse du transatlantique moderne, Leuven, Ceuterick, 1909.
- Les ports du nord-est de l'Angleterre, 1910
- Moderne scheepsbouwtechniek, in: Universiteit te Gent. Plechtige opening der leergangen, Brussel, Drukkerij van het Staatsblad, 1931.
- La stabilité des bateaux coloniaux à fonds plat, 1935